# Disco cifrante

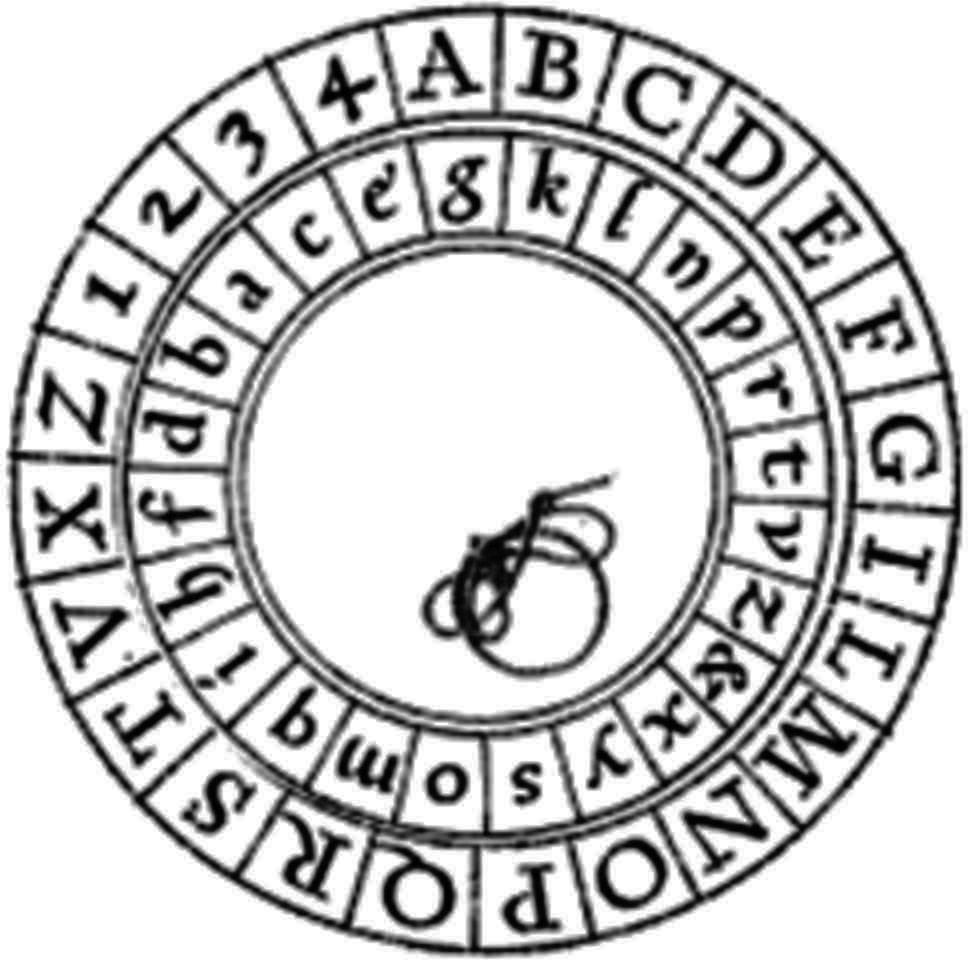
Un disco cifrante di Leon Battista Alberti

In crittografia il disco cifrante di Leon Battista Alberti, descritto nel De cifris intorno al 1467, è il primo sistema di cifratura polialfabetica. L'apparecchio si compone di due dischi concentrici, rotanti uno rispetto all'altro, contenenti un alfabeto ordinato per il testo in chiaro (testo da cifrare) e un alfabeto disordinato  per il testo cifrato (testo risultante). Permette la sostituzione polialfabetica con periodo irregolare. Lo scorrimento degli alfabeti avviene per mezzo di lettere chiave inserite nel corpo del crittogramma. I quattro numeri possono anche servire per sopracifrare 336 frasi di codice. 

## Primo esempio di cifratura - Indice mobile
Usa come indice una lettera minuscola scelta nel cerchio interno (mobile).
Stabilita la g come lettera indice e avendola giustapposta alla A maiuscola del cerchio esterno (stabile o fisso), lo sviluppo dei due alfabeti è il seguente (vedi figura):
```
disco stabile:    ABCDEFGILMNOPQRSTVXZ1234
disco mobile:     gklnprtvz&xysomqihfdbace

```

Messaggio da trasmettere: “La guerra si farà”
```
chiaro:           LAGVER2RA
cifratura:       AzgthpmamgQ

```

Il sistema prevede che la lettera chiave (A) sia inserita nel crittogramma all'inizio ed in maiuscolo. La a che cifra il 2 è una “nulla” che si omette nella decifrazione.
Dopo aver cifrato alcune lettere si inserisce nel cifrato a fronte della g un'altra lettera maiuscola (Q) ruotando il disco mobile in modo da ottenere le nuove corrispondenze:
```
disco stabile:    ABCDEFGILMNOPQRSTVXZ1234
disco mobile:     ysomqihfdbacegklnprtvz&x

```

La cifratura continuerà così:
```
chiaro:           SIFARÀ.
cifratura:       Qlfiyky.

```

Il risultato finale sarà quindi:
```
chiaro:           LAGVER2RASIFARÀ.
cifratura:       AzgthpmamgQlfiyky.

```

## Secondo esempio di cifratura – Indice fisso
Si sceglie una lettera maiuscola dell'anello esterno come indice fisso.
In questo esempio all'indice A viene inizialmente sottoposta la m del cerchio mobile. Per indicare il cambio dell'alfabeto si cifra uno dei quattro numeri.
```
disco stabile:    ABCDEFGILMNOPQRSTVXZ1234
disco mobile:     mqihfdbacegklnprtvz&xyso

```

```
chiaro:           LAGVERA3
cifratura:       mcmbvfpms

```

A questo punto la presenza della s, che cifra il numero 3, segnala la necessità di spostare i dischi portando la s sotto la A. La doppia R è omessa per non facilitare la decrittazione.
```
disco stabile:    ABCDEFGILMNOPQRSTVXZ1234
disco mobile:     somqihfdbacegklnprtvz&xy 

```

La cifratura continuerà così:
```
chiaro:           SIFARÀ.
cifratura:       sndhsls.

```

La cifra di Leon Battista Alberti è una sostituzione polialfabetica con alfabeti mischiati cambiati saltuariamente in modo segreto. Nella letteratura divulgativa questa cifra è a volte definita Affine Shifts, Keyword shifts, Caesar shift o meccanizzazione del cifrario di Vigenère, ma non ha alcun'affinità con questi sistemi. La cifratura di Cesare è una sostituzione semplice, basata sullo spostamento di un unico alfabeto ordinato rispetto a sé stesso, con chiave fissa. Una volta scoperto il valore di una sola lettera, si conosce anche il valore di tutte le altre. Anche se l'alfabeto fosse mischiato, si potrebbe ugualmente arrivare a una facile soluzione ricorrendo allo studio delle frequenze letterali. Nella cifra di Alberti gli alfabeti sono due, mischiati, e la chiave varia in continuazione durante il messaggio, quindi la scoperta di una sola lettera non permette altri progressi nella decrittazione e lo studio delle frequenze non dà risultati perché la stessa lettera chiara è cifrata sempre in modo diverso. La cifra Vigenère, oltre ad essere basata come quella di Cesare su soli alfabeti ordinati, è risolvibile dopo aver scoperto il periodo (che è fisso) per mezzo del Metodo Kasiski, il che non è possibile con il sistema di Alberti.